# Erotikon (1920)
Erotikon ist eine schwedische Stummfilmkomödie in fünf Akten von Mauritz Stiller aus dem Jahr 1920.

## Handlung
Professor Leo Charpentier ist ein passionierter Insektenforscher und hält begeistert Vorlesungen über polygame, monogame und bigame Käfer. Seine attraktive Ehefrau Irene nutzt ihre freie Zeit zum Einkaufen, kann sich beim Pelzhändler jedoch für keines der Modelle entscheiden. Vor dem Geschäft trifft sie auf Baron Felix, einen Lebemann, mit dem sie wie verabredet eine Runde fliegen geht. Auf dem Flugplatz wird sie von Bildhauer Preben Wells gesehen, der der beste Freund ihres Mannes ist. Er vermutet im gemeinsamen Flug von Irene und Felix ein heimliches Rendezvous.
Am Abend erscheinen Preben und der alte Professor Sidonius bei den Charpentiers, wo sich neben Irene und Leo auch Leos Nichte Marte aufhält. Sie ist es, die Leo die Krawatte bindet, und beide flirten miteinander. Beim Klavierspiel nach dem Essen flirtet wiederum Irene mit Preben, indem sie ein Liebeslied spielt. Leo schenkt Marte unterdessen Süßigkeiten. Später am Abend gehen Leo, Irene und Preben in die Oper und sehen ein Stück um Liebe, Betrug, Eifersucht und Mord. Leo ist wenig erbaut, da er bei derartigen Geschichten ein glückliches Ende erwartet. Auch Felix ist in der Oper und kommt zu Irene und Leo in die Loge. Felix und Irene beginnen zu flirten, ohne dass Leo von ihnen Notiz nimmt. Preben jedoch reagiert eifersüchtig und verlässt die Loge. Leo deutet an, dass Preben in Irene verliebt sein könnte.
Irene geht am folgenden Tag erneut in den Pelzladen, den sie am Vortag unentschlossen verlassen hatte. Hier bemerkt sie, dass eine junge Frau eine Boa kauft und die Rechnung an Preben schicken lässt. Sie ist verzweifelt, glaubt sie doch, dass Preben mit der Frau ein Verhältnis hat – in Wirklichkeit handelt es sich nur um eines seiner Modelle. Enttäuscht geht Irene zu Fuß nach Hause. Preben wiederum glaubt kurz darauf Irene aus Felix’ Wagen steigen und mit ihm in einem Hotel verschwinden zu sehen. Er sieht sich bestätigt, als er zu den Charpentiers fährt und Irene erst kurz nach ihm das Haus erreicht. Er wirft ihr vor, eine Affäre mit Felix zu haben, da er sie gesehen habe, doch lacht sie nur und meint, sie sei beim Pelzhändler gewesen, wo auch seine Freundin eingekauft habe. Ihr Verhalten bringt ihn zur Verzweiflung. Am Ende küssen sich beide zwar, doch stößt Preben Irene nach kurzer Zeit weg. In Anlehnung an die gesehene Oper wirft Irene ihm vor, unbedingt eine Tragödie haben zu wollen, die sie ihm nun bieten werde. Sie gesteht Leo dramatisch, ihn betrogen zu haben, und Leo reagiert irritiert. Preben hat schon bald genug von der Situation, doch überlässt es Irene ihm, für das von Leo bevorzugte gute Ende zu sorgen.
Preben erklärt Leo, dass Irene ihn mit Felix betrügt, und bringt ihn dazu, sich mit Felix duellieren zu wollen. Er geht, um Felix Leos Karte zu bringen. Marte wiederum, die Leo liebt, schickt Sidonius mit einem Brief zu Felix, in dem sie um Gnade für Leo bittet. Irene hat schließlich genug, packt ihre Koffer und zieht zu ihrer Mutter. Bei Felix sieht Preben die Frau wieder, die er für Irene gehalten hat. Er erkennt seinen Irrtum und will nun seinen Fehler wiedergutmachen. Leo jedoch besteht auf seinem Recht als betrogener Ehemann und beginnt eine Beziehung zu Marte. Irene wiederum will die Scheidung von Leo, weil sie sich neu verheiraten will. Erst nach einiger Verzweiflung erkennt Preben, dass Irene ihn als neuen Ehemann ausgewählt hat. Nach dem Telefonat mit Leo, in dem Irene ihm alles Gute für die Zukunft mit Marte wünscht, können sich Irene und Preben in die Arme fallen.

## Produktion
Mauritz Stiller drehte die Filmkomödie Erotikon zwischen den beiden ernsten Stoffen Fiskebyn und Johan. Er orientierte sich dabei an amerikanischen Salonkomödien, die zu dieser Zeit sehr erfolgreich in den schwedischen Kinos liefen. Gleichzeitig griff er eine Erzähltechnik auf, die er bereits in seinen Komödien Thomas Graals bästa film und Thomas Graals bästa barn in Ansätzen realisiert hatte: Die Handlung wird nicht durch die Spielweise, sondern durch den Zusammenhang humorvoll. Filmszenen werden zudem durch Zwischentitel eingeleitet, die teilweise die Erwartungshaltung des Zuschauers in eine falsche Richtung lenken.
Erotikon erlebte am 8. November 1920 in Schweden seine Premiere. Er wurde ein Erfolg bei Kritik und Publikum und in 45 Länder verkauft. In Deutschland lief der Film am 4. August 1921 in den Kinos an und war am 18. September 1974 im WDR erstmals im deutschen Fernsehen zu sehen.
Stillers Komödienstil, den er in Erotikon perfektioniert hatte, beeinflusste zahlreiche internationale Regisseure, darunter Ernst Lubitsch, Billy Wilder und René Clair. Sie erkannten, dass der Film „‚zwischen den Bildern‘ zu erzählen vermag, daß er erotisch gefärbte Beziehungen andeuten oder emotional komplizierte Zusammenhänge ausdrücken kann, daß er den Regisseur in die Lage versetzt, mit Unterstellungen oder Doppeldeutigkeiten zu arbeiten – und all das auf eine geistreiche und witzige Weise.“

## Kritik
Reclams Filmführer nannte Erotikon ein „ironisch-frivoles Lustspiel, das damals einen großen Erfolg hatte. Stillers Inszenierung war schwungvoll und elegant.“ Georges Sadoul befand, dass Erotikon zu sehr unter dem „Einfluß der dänischen mondänen Ausstattungsdramen und der verschwenderischen Ausweitung Hollywoods [stand]. Der schwedische Film gewann nichts, wenn er in den Kosmopolitismus der Hotelpaläste und der Schlafwagen verfiel, der höchstens für einen Ernst Lubitsch nützlich werden konnte.“